# Povilas Jakubėnas
Povilas Jakubėnas, w polskich źródłach Paweł Jakubenas (ur. 11 kwietnia 1871 w Wojtkunach k. Birż, zm. 30 maja 1953 w Szwajcarii) – litewski ksiądz ewangelicko-reformowany, superintendent generalny litewskiego odłamu Jednoty Wileńskiej w okresie międzywojennym (1920–1940).

## Życiorys
Po ukończeniu gimnazjum w 1893 podjął studia teologiczne na Uniwersytecie w Dorpacie, gdzie współorganizował litewską społeczność studencką. Tytuł doktora nauk teologicznych otrzymał w 1898 za pracę "Husytyzm w Polsce i Litwie". Po powrocie na Litwę Synod Wileński skierował go do pracy w Birżach, gdzie objął zarząd nad lokalną parafią reformowaną. W 1908 był założycielem miejskiego progimnazjum. Pracował jako sekretarz Synodów Ewangelicko-Reformowanych (1901–1915).
Po faktycznym podziale Jednoty Wileńskiej między Polskę a Litwę w 1922, stanął na czele Kościoła Ewangelicko-Reformowanego w Republice Litewskiej z siedzibą w Birżach. Od 1926 do 1940 pełnił obowiązki redaktora naczelnego kalwińskiego czasopisma "Sėjėjas" (Siewca).
W latach 1927–1937 wykładał teologię na Uniwersytecie Witolda Wielkiego w Kownie. Był dyrektorem Katedry Historii Kościoła Reformowanego oraz dziekanem Wydziału Teologii Ewangelickiej.
W 1938 przebywał w Wilnie, gdzie wygłosił mowę towarzyszącą wprowadzeniu Konstantego Kurnatowskiego na urząd superintendenta generalnego Jednoty Wileńskiej w Polsce.
Po aneksji Litwy przez Związek Sowiecki w 1940 przeniósł się przez Niemcy do Szwajcarii, gdzie zmarł.
W 1928 został odznaczony przez prezydenta Smetonę Orderem Wielkiego Księcia Giedymina II stopnia. W 1931 został doktorem honoris causa Uniwersytetu Karola w Pradze.
Jego żoną była Polka i ewangeliczka reformowana Helena z Lipińskich, która jednak szanowała przekonania narodowe męża i w domu mówiono po litewsku, choć ich dzieci znały też język polski. Ich córka była żoną pastora ewangelicko-reformowanego w Wilnie Pawła Dilisa, zaś synem był Vladas Jakubėnas, litewski kompozytor.

## Publikacje
- Tyla audroje. Pamokslas pagal Mato Evangeliją, Piotrogród 1916
- Kunigaikštis Jonušas Radvilas (1612–1655), Birże 1927
- Reformatorius Ulrikas Cvinglis, Birże 1932
- Senovės bažnyčios istorija, Kowno 1934
- Vidurinių amžių bažnyčios istorija, Kowno 1935
- Naujųjų amžių bažnyčios istorija, Kowno 1936
- Kuo skiriasi evangelikai nuo katalikų, Birże 1930